# Siboney (película)
Siboney es una película musical mexicana-cubana de 1942, dirigida, producida y escrita por Juan Orol y protagonizada por María Antonieta Pons y el mismo Orol. Esta cinta está basada en el tema musical homónimo de Ernesto Lecuona.

## Argumento
En 1868, mientras se desarrolla la Guerra de Independencia de Cuba, Gastón de Montero (Juan Orol), un  noble caballero español, rescata a una joven muchacha llamada Siboney (María Antonieta Pons) y la impulsa para triunfar como bailarina. Con el paso del tiempo, la joven descubre que es hija de un importante aristócrata.

## Reparto
- María Antonieta Pons ... Siboney
- Juan Orol ... Gastón de Montero
- Chela Castro ... Caridad
- Luisa María Morales ... Ligia
- Oscar Lombardo ... Ricardo
- Celina ... Santera

## Comentarios
Siboney es la primera cinta realizada por el cineasta español Juan Orol con su segunda musa cinematográfica, María Antonieta Pons. Con producción mexicana, la cinta fue filmada en Cuba, inspirada en el tema musical Siboney, de Ernesto Lecuona. Para esta película se utilizaron escenarios naturales, entre ellos el Centro Gallego de La Habana. El lema de esta cinta fue: “una película cubana distinta”. Se considera a Siboney la primera cinta del llamado Cine de rumberas de la Época de Oro del Cine Mexicano.